# دلاگرده، شهرستان فضولی
دلاگرده (ترکی آذربایجانی: Dilağarda) یک منطقهٔ مسکونی در جمهوری آرتساخ است که در استان مارتونی واقع شده‌است.